# BR-467
De BR-467 is een federale weg in de deelstaat Paraná in het zuiden van Brazilië. De weg is een verbindingsweg tussen Cascavel en Marechal Cândido Rondon via Toledo.
De weg heeft een lengte van 117,1 kilometer.

## Aansluitende wegen
- BR-163, BR-277, BR-369, PR-180 en PR-486 bij Cascavel
- PR-182, PR-239 en PR-317 bij Toledo
- PR-239 bij Quatro Pontes
- BR-163 bij Marechal Cândido Rondon
- PR-495 bij

## Plaatsen
Langs de route liggen de volgende plaatsen:
- Cascavel
- Toledo
- Quatro Pontes
- Marechal Cândido Rondon